# Палм-Воллей – Аліс-Спрінгс
Палм-Воллей – Аліс-Спрінгс – газопровід у віддаленому пустельному регіоні Австралії. 
Трубопровід ввели в дію у 1983 році з метою живлення містечка Аліс-Спрінгс, передусім розташованої тут ТЕС Рон-Гудвін (Ron Goodwin, станом на початок 2020-х мала потужність у 41 МВт). Джерелом ресурсу є родовище Палм-Воллей (основну частину продукції якого при цьому видали по трубопроводу Палм-Воллей – Дарвін). 
Газопровід до Аліс-Спрінгс має довжину 140 кілометрів. Він виконаний в діаметрі 200 мм та розрахований на пропускну здатність у 0,8 млн м3 на добу.
Також наявне відгалуження довжиною 6 кілометрів до ТЕС Овен-Спрінгс, перші генеруючі потужності якої стали до ладу наприкінці 2010-х (в подальшому до ТЕС Овен-Спрінгс також вивели газопровід Дінго – Овен-Спрінгс).